# Буневский говор
Буневский говор (буневский язык, или буневский диалект; серб. буњевачки говор, хорв. bunjevački dijalekat) — южнославянский говор со статусом языка в местах проживания компактного проживания буневцев в Сербии.
Основан на штокавско-икавских говорах. Язык преподаётся в школах как отдельный предмет в ряде школ, на нём выходит газета.
С точки зрения хорватских лингвистов, буневский язык является попыткой оторвать диалекты сербов-католиков от хорватского языка.
Наиболее известным писателем на буневском говоре был Иван Антунович, а вторым по значимости писателем на буневском является журналист Мийо Мандич.